# 1953 en Grèce
Chronologie de la Grèce
- 1949
- 1950
- 1951
- 1952
- 1953
- 1954
- 1955
- 1956
- 1957

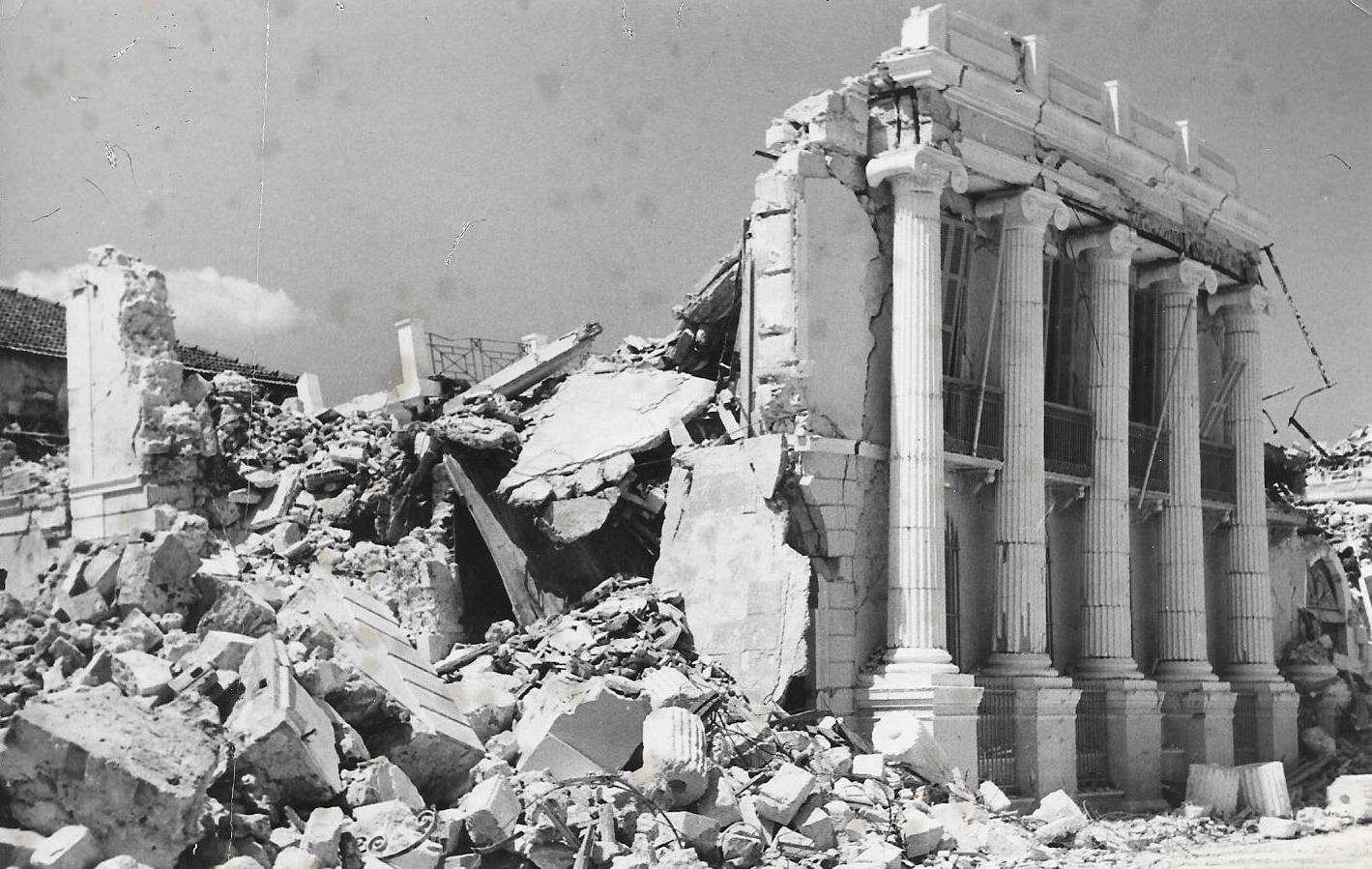
Bâtiment détruit à la suite du séisme à Céphalonie.

Cette page concerne les évènements survenus en 1953 en Grèce  :

## Évènement
- 28 février : Pacte des Balkans, traité signé par la Grèce, la Turquie et la république fédérative socialiste de Yougoslavie.
- 19 mai : Affaire Ambatielos (en), affaire de droit international public, concernant la responsabilité de l'État pour les dommages économiques.
- 12 août : Séisme à Céphalonie.

## Sortie de film
- Ève
- Les Grands Chemins
- Santa Chiquita

## Sport
- Coupe de Grèce de football (1952-1953) (en)
- Coupe de Grèce de football (1953-1954) (en)
- Championnats Panhelléniques (1952-1953) (en)

## Création
- Démocratie chrétienne (en), parti politique.
- Ligue socialiste grecque (en), parti politique.
- Musée Atatürk (Thessalonique)
- Musée historique de Crète
- Service national de renseignements

Clubs de football
- Acharnaikos F.C. (en)
- Ampeloniakos F.C. (en)
- Amvrakia Kostakioi F.C. (en)

## Décès
- Sevastí Kallispéri, enseignante.
- Nikólaos Plastíras, général et premier ministre.